# Laimnau
Laimnau ist ein Ortsteil der baden-württembergischen Stadt Tettnang, der zur Ortschaft Langnau gehört und im Argental liegt. Laimnau hat rund 2080 Einwohner.

## Geographie
Laimnau liegt ungefähr sechs Kilometer vom nördlichen Bodenseeufer und etwa fünf Kilometer südöstlich von Tettnang entfernt.
Die Argen, deren Flussbett hier besonders ausgedehnt ist, durchfließt das Ortsgebiet südlich des Ortskerns. Quer durch die Ortsmitte fließt der Bollenbach, der im Westen von Laimnau in die Argen mündet.
Der abgesetzte Ortsteil Badhütten beherbergt einen größeren Campingplatz, der zusammen mit einer Gastwirtschaft und einem landwirtschaftlichen Areal mit Tiergehege auch als Naherholungsgebiet dient. Von hier aus führt eine Fußgängerbrücke über die Argen ins benachbarte Unterlangnau.

## Geschichte
Mit großer Wahrscheinlichkeit war auf dem Drachenstein ein römisches Kastell. Erstmalige Niederschrift erlangte das heutige Laimnau im Jahre 769 als „Laimnaugawilare“. Der keltische Großgrundbesitzer namens „Scalcomannus“ schenkte seinen ganzen Besitz von Laimnau, Apflau, Gießen und Oberdorf dem Schweizer Kloster St. Gallen und trat selber in das Kloster ein.
Die damalige Schenkungsurkunde in lateinischer Schrift hat eine abenteuerliche Vergangenheit. Sie wurde während des Dreißigjährigen Kriegs (1618–1648) von Soldaten geraubt und nach Bremen gebracht. Die Bremer Stadtverwaltung schenkte die Urkunde nach dem Zweiten Weltkrieg dem Kloster St. Gallen zurück – zum Dank für die Hilfe am Deutschen Volk nach dem Dritten Reich durch den Schweizer Staat.
Ungefähr 600 Jahre später (1353) zählte das Dorf stolze 100 Bauwerke, dies entsprach einer ungefähren Einwohnerzahl von 200 Bürgern. Somit gehörte es zu den am dichtesten besiedelten ländlichen Gebieten in der Region des östlichen Bodensees. 1834 wurde die Schule erbaut. 1838 wurden 467 katholische Einwohner gezählt.
Laut Beschreibung des Oberamts Tettnang von 1838 wurde Laimnau 1388 vom Domkapitel Konstanz an das  Spital Lindau verkauft. 1805 wurde es bayerisch, 1810 fiel es mit dem Grenzvertrag zwischen Bayern und Württemberg an das Königreich Württemberg. Als selbständige Gemeinde, zu der auch Apflau, Gießen, Gitzensteig, Unterwolfertsweiler und Wiesach gehörten, war Laimnau bis 1972 beim Oberamt bzw. Landkreis Tettnang und wurde zum 1. September 1972 nach Tettnang eingemeindet.

## Politik

### Städtepartnerschaften
Die Städtepartnerschaft mit der kroatischen Stadt Ivanić-Grad ergab sich aus den guten Beziehungen der beiden Handballmannschaften aus Laimnau und Ivanic. Jedes Jahr findet ein Austausch statt, an dem sich eine stattliche Anzahl Bürger auf beiden Seiten rege beteiligt.

## Kultur und Sehenswürdigkeiten

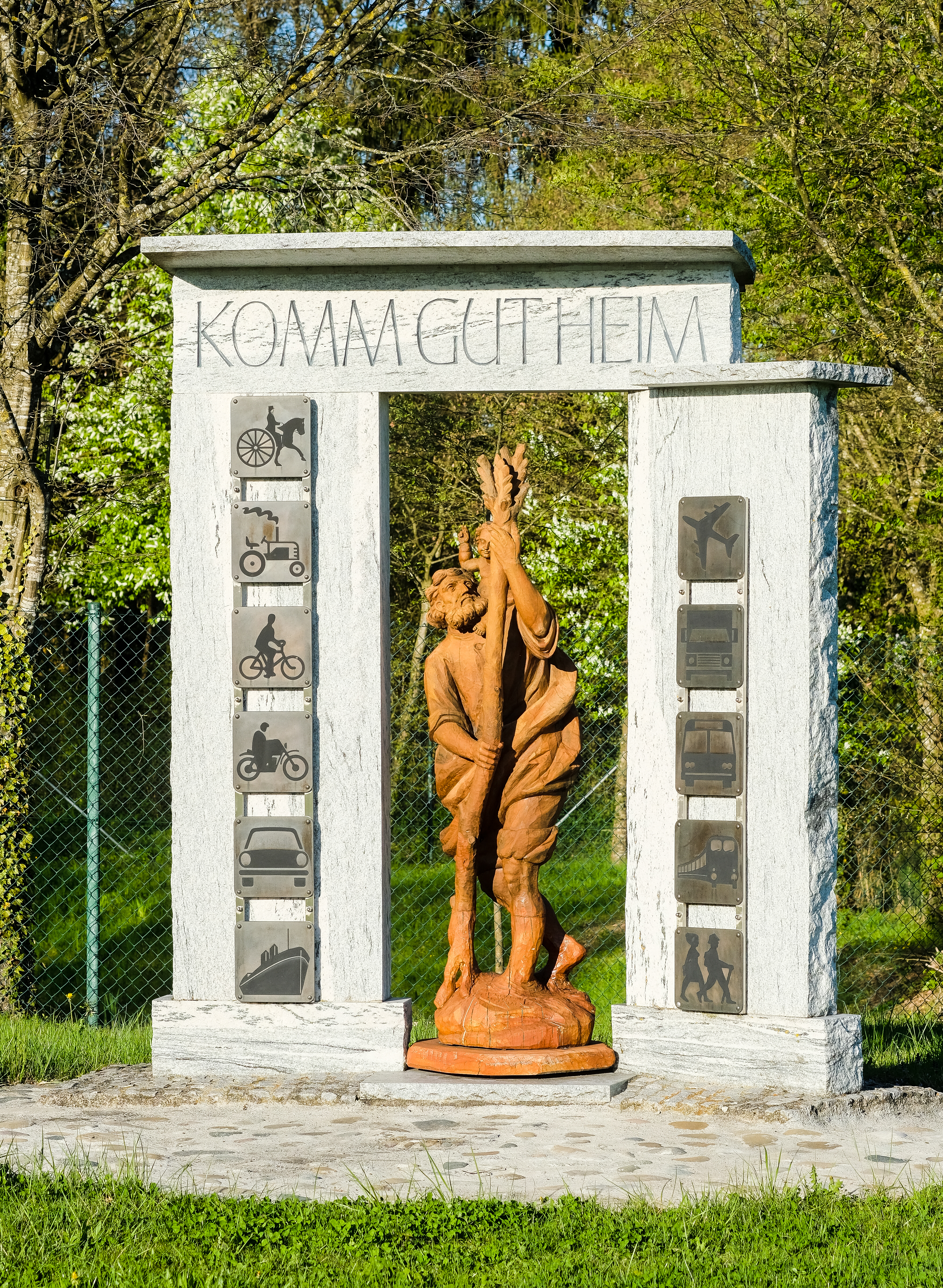
Der Heilige Christophorus

In den Landschafts- und Naturschutzgebieten rund um die Argen betritt man eine einzigartige Naturlandschaft mit einer bemerkenswerten Tier- und Pflanzenwelt. So etwa den Tettnanger Wald oder die „eiszeitlichen Ränder des Argentals mit Argenaue“. Die Argen selbst ist einer der letzten Wildwasserflüsse Baden-Württembergs. Besonders in den Oberläufen ist ihr natürlicher Charakter erhalten geblieben.
Sehenswert ist ferner die Statue des Laimnauer Schutzpatrons Sankt Christophorus an der Laimnauer Argenbrücke. Dieses Kulturdenkmal wurde 2005 von den „Traktorfreunden vom Argental“ errichtet.

### Glaubensweg
Die Seelsorgeeinheit Argental, ein Zusammenschluss der katholischen Pfarreien Goppertsweiler, Hiltensweiler, Krumbach, Laimnau, Neukirch, Obereisenbach, Tannau und Wildpoltsweiler, hat zu ihrem zehnjährigen Bestehen 2010 in den jeweiligen Orten einen Glaubensweg angelegt. An fünf verschiedenen Stationen sind in Laimnau und der Umgebung große Natursteine aufgestellt. An jedem dieser Steine ist eine Tafel mit dem Logo der Seelsorgeeinheit und einem Spruch oder Vers angebracht. Die Weglänge des Laimnauer Abschnitts beträgt 7,7 Kilometer.
- Station 1, bei der Pfarrkirche St. Peter und Paul: „Christus gestern, Christus heute, Christus in Ewigkeit.“ (Gotteslob 563)
- Station 2, beim Kinderspielplatz: „Wechselnde Pfade, Schatten und Licht, alles ist Gnade. Fürchte dich nicht!“ (Rudolf Alexander Schröder)
- Station 3, Aussichtspunkt „Mongatsberg“: „Die Straße komme dir entgegen. Der Wind stärke dir den Rücken. Die Sonne scheine warm in dein Gesicht. Der Regen falle sanft auf dein Feld. Bis wir uns wiedersehen, berge dich Gott in der Tiefe seiner Hand.“ (Alter irischer Segen)
- Station 4, Aussichtspunkt 'Grafenholz': „Viele Wege führen zu Gott, einer geht über die Berge.“ (Bischof Reinhold Stecher)
- Station 5, beim Pumpenhäusle: „Der Herr ist mein Hirte, nichts wird mir fehlen. Er lässt mich lagern auf grünen Auen und führt mich zum Ruheplatz am Wasser.“ (Psalm 23)

### Sport
Die SG Argental, 1961 unter dem Namen „Sportverein Laimnau“ gegründet, der sich 1981 mit der „Spielvereinigung Langnau“ zusammenschloss, hat Sportabteilungen für Fußball und Handball. Beiden stehen die große „Argentalhalle“ in Laimnau und die etwas kleinere Halle in Hiltensweiler zur Verfügung.
Die SGA (regional bekanntes Kürzel) verfügt zudem über jeweils ein Sportgelände in Laimnau und in Langnau.
Des Weiteren befindet sich im Ort der 1937 gegründete Sportschützenverein Laimnau.

### Narrenzunft
1997 gegründet, feierte die Narrenzunft Laimnau 2007 ihr 10-jähriges Jubiläum in Form eines großen Nachtumzuges. Zur Narrenzunft gehören unter anderem die bekannten Masken Schrättele vom Drackenstein, Bollenbachgeist, Bollenbachweible und Latsche von Gießen.

## Bildung
Laimnau beheimatet den katholischen Kindergarten St. Maria und ist auch Schulstandort. Vor kurzem schlossen sich die Argentalschule Laimnau, die GHS Obereisenbach und die Ritter-Arnold-Schule Hiltensweiler zur Schulgemeinschaft Argental zusammen. Wegen der gewachsenen Schülerzahl wurden u. a. eine Mittagskantine eingerichtet sowie neue Schulmedien zur Verfügung gestellt.

## Ehrenbürger
- Verena Bentele, zwölffache Goldmedaillengewinnerin bei den Paralympics, Präsidentin des Sozialverbands VdK
- Michael Bentele, Biathlet im deutschen Paralympics-Kader